# مفرج الكروب في أخبار بني أيوب
مُفَرِّجُ الكُروبْ فِي أَخْبَار بني أَيُّوب هو كتاب في تاريخ وأخبار الدولة الأيوبية منذ قيامها إلى زوالها، أورد فيه المؤلف، أبو عبد الله مُحمَّد بن سالم بن نصر الله المازني التميمي الحموي الشافعي، الشهير بِابن واصل أخبار سلاطين بني أيوب، وجملة محاسنهم ومناقبهم. تميَّز هذا الكتاب بكونه أرخ لهذه الدولة بشكل كامل، بخلاف غيره من الكتب التي أرخت لصدر الدولة وسنواتها الأولى، وهو كتاب ضخم يشتمل على الحوادث متتابعة سنة بعد أخرى، بدأه بذكر نسب بني أيوب، وابتداء أمر نجم الدين أيوب وأخيه أسد الدين شيركوه وختمه بحوادث سنة 661 هـ. النُسخ الخطية المعروفة لهذا الكتاب أربعة:
1. نسخة مكتبة جامعة كامبريدج رقم 1079
2. نسخة باريس رقم 1702
3. نسخة باريس رقم 1703
4. نسخة إستانبول، مكتبة مُلَّا ݘلبي رقم 119

## حول الكتاب
ورد في كتاب «فتح صلاح الدين الأيوبي لبيت المقدس بين السياسة والحرب»: «"مفرج الكروب في أخبار بني أيوب"، كتاب من أربعة أجزاء، اعتمد فيه كاتبه الجزء الأول المتعلق بعماد الدين زنكي وابنه نور الدين محمود، وهذه فترة سابقة للعهد الذي عاش فيه، ولهذا فقد اعتمد فيه على الأخذ مما كتبه سابقوه وخاصة ابن الأثير. أما الجزء الثاني فقد نقله عن مصادر محدودة معاصرة مثل البرق الشامي للعماد الأصفهاني، والسيرة اليوسفين لبهاء الدين بن شداد، والكامل في التاريخ لابن الأثير، ومراسلات القاضي الفاضل. وقد اعتمد فيه منهجاً واضحاً يعتد على النقد والمقارنة والمفاضلة بين النصوص واختيار الأفضل والأوثق ويأخذ بالرأي الذي يراه صحيحاً.»
كما ذُكر في كتاب «الأتابكة في الموصل بعد عماد الدين زنكي»: «"مفرج الكروب في أخبار بني أيوب" للمؤرخ ابن واصل (602 - 697 هـ) وفي هذا الكتاب أرخ ابن واصل للدولة الأيوبية منذ قيامها حتى زوالها، فكتابه بهذا أوفى تاريخ لدولة بني أيوب.»
يذكر كتاب «إمارة أنطاكية الصليبية والمسلمون، 1171-1268 م/567-666 هـ»: «المؤرخ ابن واصل، الذي يعتبر كتابه «مفرج الكروب في أخبار بني أيوب» أهم مصدر عربي يتضمن تاريخ ملوك بني أيوب منذ ظهورهم على مسرح الأحداث في الشرق الأدنى الإسلامي وحتى نهاية دولتهم على أيدي المماليك.» كما وصفه كتاب «صيدا ودورها في الصراع الصليبي الإسلامي»: «مفرج الكروب في أخبار بني أيوب، ويمتاز هذا الكتاب بأنه تاریخ کامل لدولة بني أيوب في مصر والشام.»
ورد أيضًا في كتاب «بلاد الشام قبيل الغزو المغولي» أنَّ «كتاب (مفرج الكروب في أخبار بني أيوب) لابن واصل فهو أهم مصادر البحث على الإطلاق، لأنه غطى فترة البحث بكاملها. ويعتبر هذا الكتاب المصدر الأول لدراسة تاريخ بني أيوب لما فيه من تفاصيل عنهم قلا توجد كاملة في كتابٍ آخر، وقد اعتمد عليه كل الذين أرخوا للدولة الأيوبية بعده.»
وذكر الدكتور سعيد عبد الفتاح عاشور [المراجع لتحقيق الجزء 4 و5] أن ابن واصل اعتمد في الجزء 4 في المقام الأول على الكامل لابن الأثير أما الجزء 5 أي من سنة 629هـ فإن ابن واصل اعتمد على ما شاهده بنفسه وما سمعه من الثقات.

## طبع الكتاب
طبع الدكتور جمال الدين الشيال منه الأجزاء 1 و2 في السنوات 1953 و1960 بإدارة الثقافة التابعة لوزارة التربية في مطبعة جامعة فؤاد الأول وطبع الجزء 3 سنة 1972 في وزارة الثقافة بالاشتراك مع مكتبة دار القلم بالقاهرة.
وما طبعه ينتهي في أثناء سنة 615 هـ وتوفي قبل إتمام تحقيق الكتاب.
فأكمل منه الدكتور حسنين محمد ربيع [بمراجعة الدكتور سعيد عبد الفتاح عاشور] تحقيق السنوات 615- 645 هـ في الجزئين 4 و5 وصدرا في السنتين 1972 و1977 عن مركز تحقيق التراث التابع لوزارة الثقافة في مطبعة دار الكتب المصرية. وحقق أيضاً منه الجزئين 6 و7، ولكنهما لم يطبعا.
ثم أكمل تحقيق ما لم يطبع من الكتاب أي السنوات 646- 661 هـ الدكتور عمر عبد السلام تدمري وصدر في المكتبة العصرية ببيروت 2004 م.

## روابط خارجية
- «مفرج الكروب في أخبار بني أيوب» على أرشيف الإنترنت
- مفرج الكروب الجزء السادس بتحقيق التدمري.